# Gerador de Van de Graaff

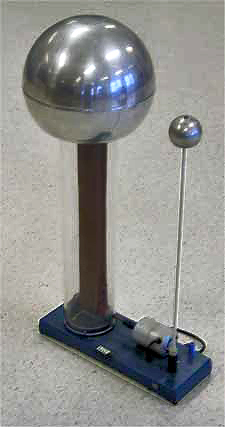
Gerador de Van de Graaff

O gerador de Van de Graaff é uma máquina eletrostática que foi inventada pelo engenheiro estado-unidense descendente de holandeses, Robert Jemison van de Graaff em 1931. A máquina foi logo empregada em física nuclear para produzir as tensões muito elevadas necessárias em aceleradores de partículas.
Versões pequenas do gerador de Van de Graaff são frequentemente vistas em demonstrações sobre eletricidade, produzindo o efeito de arrepiar os cabelos de quem tocar na cúpula, isolado da Terra, pois o cabelo fica eletrizado com cargas da mesma polaridade, que consequentemente se repelem.

## Funcionamento

Esquema de funcionamento do gerador: 1 esfera de metal, 2 eletrodo conectado a esfera, com uma escova na ponta para assegurar a ligação entre a esfera e a correia, 3 rolete superior, 4 lado positivo da correia, 5 lado negativo da correia, 6 rolete inferior, 7 eletrodo inferior, 8 bastão terminado em esfera usado para descarregar a cúpula, 9 faísca produzida pela diferença de potencial

O gerador básico com excitação por atrito é composto por uma correia de material isolante, dois roletes, uma cúpula de descarga, um motor, duas escovas ou pentes metálicos e uma coluna de apoio. Os materiais mais usados na correia são o acrílico ou o PVC. Os roletes são de materiais diferentes, ao menos um deles condutor (como teflon e alumínio), para que se eletrizem de forma diferente devido ao atrito de rolamento com a correia. O motor gira os roletes, que ficam eletrizados e atraem cargas opostas para a superfície externa da correia através das escovas. A correia transporta essas cargas entre a terra e a cúpula. A cúpula faz com que a carga elétrica, que se localiza no exterior dela, não gere campo elétrico sobre o rolete superior; Assim cargas continuam a ser extraídas da correia como se estivessem indo para terra, e tensões muito altas são facilmente alcançadas.
O terminal pode atingir um potencial de vários milhões de volts, no caso dos grandes geradores utilizados para experiências de física atômica, ou até centenas de milhares de volts nos pequenos geradores utilizados para demonstrações nos laboratórios de ensino.
Geradores profissionais utilizam sistemas eletrônicos, para depositar carga na correia, eliminando assim as instabilidades de desempenho causadas pela excitação por atrito e permitindo regulação precisa da tensão obtida. A operação dentro de câmaras de alta pressão contendo gases especiais permite maior densidade de carga na correia sem ionização, aumentando a corrente que carrega o terminal.